# Eric Engler
Eric Engler (* 21. September 1991 in Cottbus) ist ein deutscher Radsporttrainer und ehemaliger Bahnradsportler.

## Sportliche Laufbahn
2009 wurde Eric Engler gemeinsam mit Erik Balzer und Stefan Bötticher Vize-Weltmeister der Junioren im Teamsprint. Im selben Jahr errang er in derselben Disziplin mit Erik Balzer und Alexander Reinelt die Goldmedaille bei der Europameisterschaft der Junioren.
Ab 2010 startete Engler in der Eliteklasse. 2012 wurde er deutscher Meister über 1000 Meter. Beim ersten Lauf des Bahnrad-Weltcups 2012/13 errang er in Cali eine Goldmedaille im Teamsprint (mit Marc Schröder und Philipp Thiele) sowie eine bronzene im Sprint.
Bei den Bahn-Europameisterschaften 2012 der U23 und Junioren in Anadia gewann Engler gemeinsam mit Stefan Bötticher und Erik Balzer Gold im Teamsprint (U23). Im Jahr darauf wiederholte er diesen Erfolg gemeinsam mit Max Niederlag und Erik Balzer. 2014 wurde er erneut deutscher Meister im 1000-Meter-Zeitfahren der Elite. 2015 sowie 2016 holte er die Titel im Teamsprint. 2017 errang er beim Bahnrad-Weltcup in Cali gemeinsam mit Robert Förstemann, Maximilian Dörnbach und Max Niederlag Gold im Teamsprint. Bei den UCI-Bahn-Weltmeisterschaften 2020 in Berlin belegte er mit Förstemann und Stefan Bötticher Platz sechs im Teamsprint.

## Berufliches
Im September 2021 erklärte Eric Engler seinen Rücktritt vom aktiven Leistungsradsport. Er absolviert ein Studium des Sportmanagements und arbeitet als Nachwuchstrainer.

## Erfolge
2009

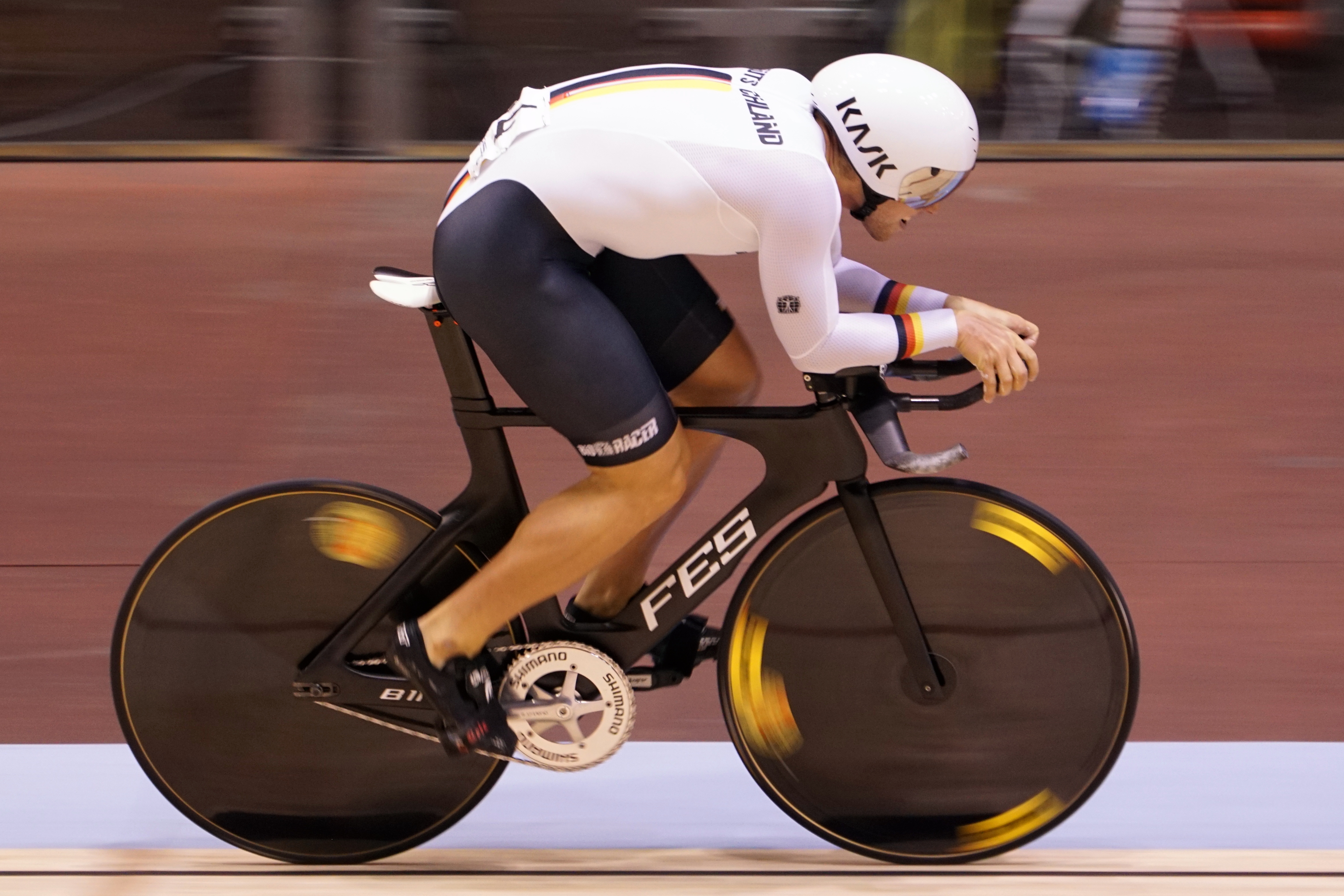
Engler bei der Bahn-EM 2017 in Berlin

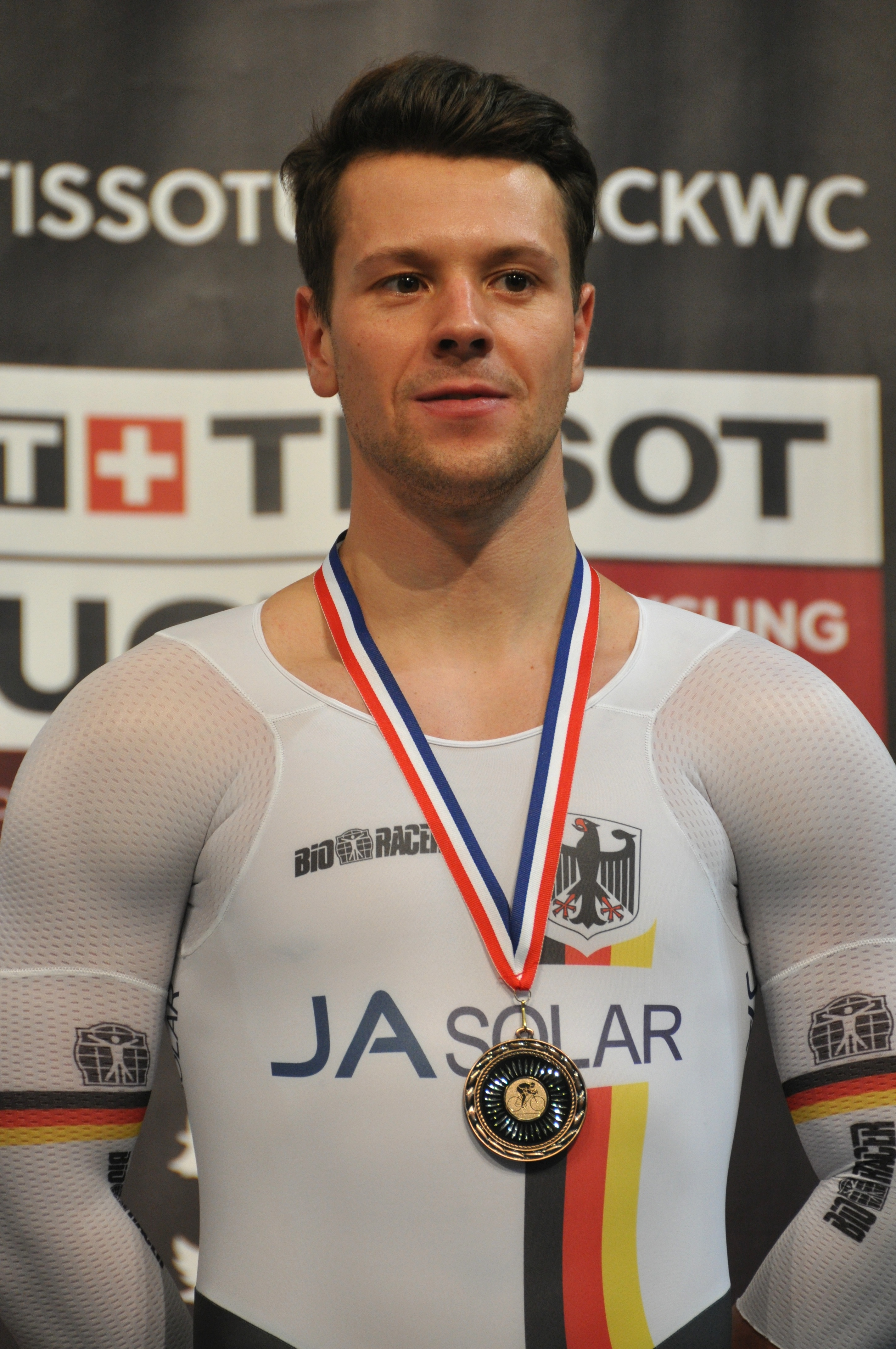
Engler mit der Bronzemedaille im Teamsprint beim Weltcup-Lauf in Apeldoorn (2016)

- Junioren-Weltmeisterschaft – Teamsprint (mit Erik Balzer und Stefan Bötticher)
- Junioren-Europameister – Teamsprint (mit Erik Balzer und Alexander Reinelt)
- Junioren-Europameisterschaft – Sprint
- Deutscher Junioren-Meister – 1000-Meter-Zeitfahren, Teamsprint (mit Erik Balzer und Alexander Reinelt)

2011
- U23-Europameisterschaft – 1000-Meter-Zeitfahren

2012
- Bahnrad-Weltcup in Cali – Teamsprint (mit Marc Schröder und Philipp Thiele)
- U23-Europameister – Teamsprint (mit Erik Balzer und Stefan Bötticher)
- Deutscher Meister 1000-Meter-Zeitfahren

2013
- U23-Europameisterin – Teamsprint (mit Erik Balzer und Max Niederlag)
- U23-Europameisterschaft – 1000-Meter-Zeitfahren

2014
- Deutscher Meister – 1000-Meter-Zeitfahren

2015
- Deutscher Meister – Teamsprint (mit Robert Förstemann, Robert Kanter und Tobias Wächter)

2016
- Europameisterschaft – 1000-Meter-Zeitfahren
- Europameisterschaft – Teamsprint (mit Jan May und Robert Förstemann)
- Deutscher Meister – Teamsprint (mit Robert Förstemann und Robert Kanter)

2017
- Bahnrad-Weltcup in Cali – Teamsprint (mit Robert Förstemann, Maximilian Dörnbach und Max Niederlag)